# Džagír
Džagír (hindsky जागीर; persky جاگیر; z perského džá – „místo“, a gír – kmen slova „držeti“) byla forma držení půdy uplatňovaná v dějinách Indie založená na principu propůjčení panovníkovy půdy poddanému, jemuž z ní plynuly výnosy. Držitel džagíru se nazýval džágirdár. Zpravidla se jednalo o formu odměny za služby poddaného v armádě; princip džagírů byl praktikován zejména za mughalské říše.
Na rozdíl od evropského léna byl džágir zásadně nedědičný. Výše džagíru (tzn. velikost svěřené půdy) se odvíjela od vojenské hodnosti jeho držitele.
Držitelům džagírů byl jejich džagír pravidelně obměňován tak, aby se zabránilo usazování džágirdárů. Tímto preventivním opatřením panovníci zabraňovali možnému hromadění moci džágirdárů.